# Stephen Ambrose
Stephen Ambrose (født 10. januar 1936, død 13. oktober 2002) var en amerikansk historiker og forfatter til en biografi af Dwight Eisenhower. Skrev også "Kammerater i krig".